# Trisomie 21
Trisomie 21 formacja muzyczna zaliczana do nurtu Cold wave, założona w latach 80. przez braci Philippe’a i Hervé’a Lomprezów. W latach 80. i 90. związana z brytyjską wytwórnią płytową PIAS Recordings.
Grupa zyskała popularność za sprawą takich utworów, jak: „The Last Song”, „La Fete Triste”, i „Il Se Noie”. W 2005 roku, po 7 latach milczenia, T21 wznowiła działalność, wydając album: „Happy Mystery Child”.

## Dyskografia
- The First Songs Vol. 1 : Le Repos Des Enfants Heureux (1983)
- The First Songs Vol. 2 : Passions Divisées (1984)
- Wait And Dance (1985)
- La Fete Triste (1985)
- Joh' Burg (1986)
- Shift Away (1987)
- Chapter IV (1987)
- Chapter IV Remixed – Le Je-Ne-Sais-Quoi Et Le Presque Rien (1987)
- Chapter IV & Wait And Dance Remixed (1987)
- Million Lights (1987)
- The Official Bootleg ( LP ) (1987)
- Work In Progress (1989)
- Works (1989)
- Final Work (1990)
- T21 Plays The Pictures (1990)
- Raw Material (1990)
- Side By Side (1991)
- Distant Voices (1992)
- The Songs Of T21 Vol 1 (1994)
- The Songs Of T21 Vol.2 (1995)
- Gohohako (1997)
- Happy Mystery Child (2004)
- The Official Bootleg ( CD ) – Sold only during „Happy Mystery Tour” (2004)
- Happy Mystery Child/The Man Is A Mix – Limited Edition (2004)
- The Woman Is A Mix (2006)
- Happy Mystery Club (2006)
- „Rendez-vous en France” (2007)
- „Black Label” (2009)